# Argyra argyria
Argyra argyria es una especie de mosca del género Argyra, de la familia Dolichopodidae, orden Diptera.

## Distribución
Se distribuye por Europa: islas Canarias y el norte de África: Marruecos.

## Taxonomía
Fue descrita por Meigen en 1824 y publicada en Meigen, J.W. (1824) Systematische Beschreibung der bekannten europäischen zweiflügeligen Insekten. Vierter Theil. Schulz-Wundermann, Hamm. xii + 428 pp., pls. 33-41.